# 磯良史
磯 良史（いそ よしふみ、1940年（昭和15年）6月26日 - ）は、日本の政治家。実業家。元茨城県笠間市長(（3期）。

## 経歴
東京農業大学農学部卒業。
会社社長、茨城県醸造組合理事、小中学校PTA会長、笠間市教育委員を経て、1994年（平成6年）笠間市長に当選した。
笠間市長を2006年まで3期務め、合併後の笠間市長選挙に立候補しなかった。